# Mamerto Figueroa
Mamerto Domingo Figueroa Parot (Santiago, 4 de agosto de 1900-Santiago, 2 de junio de 1974) fue un político independiente chileno, hípico, y miembro del Movimiento Nacional Independiente, y, más tarde, el grupo Ibañista Alianza Nacional de Trabajadores, junto con ser alcalde de Santiago en el año 1953. Además, fue el creador de la Confederación de Colectividades Populares (CONCOPO).

## Biografía
Nació a los padres Guillermo Figueroa Molina (1867-¿?), agrónomo, y María Isabel Parot Silva (1865-1946), de ascendencia francesa-española. Su abuelo paterno, Mamerto Figueroa Valdivia (1838-1904), fue abogado y Ministro de la Corte de Apelaciones de Valparaíso. Su hermano, Guillermo Figueroa Parot (1893-1967), llegó a ser banquero y Gerente General de la Fundación de Viviendas en Emergencia. Fue tío de Gonzalo Piwonka Figueroa (1931-2011), un historiador chileno. 

### Carrera política

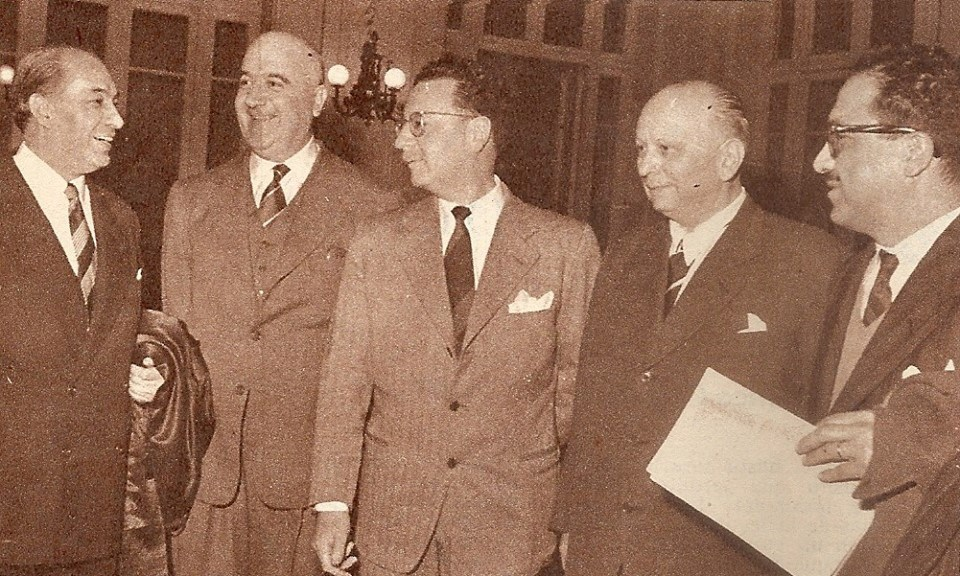
Comisión Organizadora de la Convención Presidencial del FRAP. Al medio de la imagen se ve Salvador Allende Gossens; a su izquierda está Mamerto Figueroa Parot.

En su juventud, fue un líder la Juventud Liberal. Una de sus primeras actividades políticas fue en el año 1931, cuando toma lugar en la quinta asamblea del Partido Liberal. Durante el año 1952, fue jefe del departamento de propaganda en el equipo del candidato presidencial Carlos Ibáñez del Campo, quien ganó las elecciones de ese año; Fue elegido para ese cargo por Arturo Olavarría, quien sirvió como ministro del Interior bajo la presidencia de Pedro Aguirre Cerda. Sirvió cómo intendente —desde el 4 de noviembre de 1952— y alcalde de Santiago en el año 1953, desempeñando simultáneamente ambos cargos desde el 18 de febrero hasta el 19 de junio de 1953, bajo el gobierno del entonces-presidente Carlos Ibáñez. Renunció a ese cargo tras una violenta agresión al entonces diputado Ernesto Araneda Rocha.
Más tarde ese año, fue precandidato para la elección parlamentaria de la 4° agrupación provincial de Santiago, pero le perdió esta elección a Luis Quintero, del Partido Socialista. En junio de 1954, dirigió la Radio "Aurora de Chile", sucesor a Radio "El Mercurio". En el año 1957, fue precandidato para el Frente de Acción Popular, pero la candidatura finalmente fue cedida a Salvador Allende, quien se convertiría en presidente de Chile 13 años después. Falleció en Recoleta, Santiago, el 2 de junio de 1974, a los 73 años.

## Historia electoral

### Elecciones parlamentarias de 1953
- Elección parlamentaria de la 4° Agrupación Provincial de Santiago, 1953[5][12]

| Candidato               | Partido | Votos   | %     | Resultado     |
| ----------------------- | ------- | ------- | ----- | ------------- |
| Luis Quinteros Tricot   | PS      | 102.760 | 48,70 | Parlamentario |
| Mamerto Figueroa Parot  | Ind.    | 64.613  | 30,62 |               |
| Pedro Foncea Aedo       | PAL     | 25.929  | 12,28 |               |
| María de la Cruz Toledo | PF      | 14.834  | 7,03  |               |
| Jorge Berguño Meneses   | Ind.    | 2.854   | 1,35  |               |
| Total                   |         | 153.941 |       |               |